# Bruzda parapsydialna
Bruzda parapsydialna, linia parapsydialna, szew parapsydialny (łac. signum parapsidialis, sutura parapsidialis, sulcus parapsidialis) – bruzda lub szew na powierzchni śródtułowia owadów z rzędu błonkówek, po wewnętrznej stronie egzoszkieletu odpowiadający fałdowi parapsydialnemu.
Parzyste bruzdy lub linie parapsydialne leżą po bokach wchodzącej w skład alinotum (grzbietowa część skrzydłotułowia) tarczy śródplecza. Rozbiegają się ku przodowi i zbiegają ku tyłowi. Zwykle rozciągają się między notauli a listewkami paraskutalnymi lub szwami (bruzdami) barkowymi. Dzielą tarczę śródplecza na płat środkowy i płaty boczne zwane parapsidiami. Mogą też dzielić tarczkę śródplecza na część środkową i boczne parapsides.
Omawiane elementy wklęsłe od zewnątrz stanowią signum tj. wskaźnik miejsca przyczepu mięśni. Do odpowiadającego im od wewnątrz fałdu zaczepione są pośrednie mięśnie grzbietowo-brzuszne skrzydeł.